# Башни Транго
Башни Транго (англ. Trango Towers) — многовершинный скальный массив в хребте Балторо-Музтаг горной системы Каракорум, находящийся на спорной территории Гилгит-Балтистан. К вершинам башен ведут одни из самых протяжённых и сложных скальных стен в мире. Высшей точкой массива является Большая Башня Транго, высота которой составляет 6286 метров. Западная стена этой башни является самой большой вертикальной скалой в мире. Её протяженность составляет 1340 метров.
Все башни массива Транго расположены в гребне, протянувшемся с северо-запада на юго-восток между ледником Транго на западе и ледником Дунг на востоке. Сама по себе Большая Башня Транго представляет собой массив с четырьмя вершинами: Главной (6286 метров), Южной или Юго-Западной (6250 метров), Восточной (6231 метр) и Западной (6223 метра). Это сложная комбинация крутых снежно-ледовых желобов, вертикальных и нависающих стен, увенчанных снежными шапками гребней.
К северо-западу от Большой Башни находится Башня Транго, которую также часто называют Безымянной Башней Транго. Это большой довольно симметричный скальный шпиль. К северу от Безымянной Башни Транго расположен небольшая скальная башня, известная как Монах Транго. Дальше на север за Монах Транго, склоны хребта становятся менее крутыми, и там уже нет скальных стен, которыми отличаются вершины массива Транго, притягивающие альпинистов, хотя высоты там становятся больше. Эти вершины обычно не считают частью группы Транго, но они имеют общие с группой названия: Транго II (6327 метров), расположена к северо-западу от Монах Транго, и высшая точка гребня — Транго-Ри (6363 метра), находящаяся дальше на северо-запад от Транго II.
К юго-востоку от Большой Башни Транго расположена Транго-Пулпит (6050 метров). Её стены весьма похожи на стены остальных вершин группы Транго. Дальше на юг расположена вершина Замок Транго (5753 метра) — последний большой пик в гребне перед ледником Балторо.

## История восхождений
Восхождения на любую вершину группы Транго представляют собой выдающиеся достижения в альпинизме. Их сложность связана с сочетанием большой высоты и протяженных, технически очень сложных скальных стен.

### Большая Башня Транго
Первое восхождение на Большую Башню Транго было совершено 21 июля 1977 года американской экспедицией под руководством Дениса Хенника (англ. Dennis Hennek)). На вершину поднялись Гален Роуэлл, Джон Роскелли, Ким Шмитц (англ. Kim Schmitz) и Джеймс Моррисси (англ. James Morrissey). Маршрут проходил с запада со стороны ледника Транго по системе ледовых желобов и скальных стенок и завершался по верхней части Южной стены. Восточная стена Большой Башни Транго была впервые пройдена норвежцами Hans Christian Doseth и Finn Dæhli в 1984 году. На спуске с вершины оба альпиниста погибли. Первое успешное восхождение и возвращение с Восточной вершины состоялось лишь в 1992 году, когда Xaver Bongard и John Middendorf прошли маршрут параллельный норвежскому. Эти два восхождения являются одними из сложнейших стенных маршрутов в мире. Самый простой маршрут на Большую Башню Транго проходит по Северо-Западной стене. Он был пройден в 1984 году связкой Andy Selters и Scott Woolums. Тем не менее он все равно очень сложен.

### Безымянная Башня Транго
Первое восхождение на Безымянную Башню было совершено в 1976 году группой под руководством известного английского альпиниста Джо Брауна в составе: Мо Энтойн (Mo Anthoine), Мартин Бойсен (Martin Boysen) и Малкольм Хоуэллс (Malcolm Howells). Сейчас этот маршрут очень популярен среди сильных альпинистов. Кроме него существует ещё по меньшей мере 8 маршрутов к вершине.
Достоен отдельного упоминания маршрут "Eternal Flame" пройденный в сентябре 1989 года немцами Куртом Альбертом, Вольфгангом Гуллихом и Хартмутом Мунхенбахом. Маршрут проходит по Юго-Восточной стене башни и был практически целиком пройден свободным лазанием. Это восхождение стало значительным шагом в развитии свободного лазания в альпинизме.

### Другие вершины группы
Западная вершина Большой Башни Транго и Транго-Пулпит были покорены в 1999 году. На Западную вершину взошли две команды: американская и русская. Они работали практически одновременно по параллельным маршрутам. Американская команда в составе: Alex Lowe, Jared Ogden, Mark Synnott прошла длинный и сложный маршрут. Русская команда - Игорь Потанькин, Александр Одинцов, Иван Самойленко и Юрий Кошеленко прошли маршрут аналогичной сложности. Оба восхождения были номинированны на Золотой ледоруб. Восхождение на Транго-Пулпит было совершено норвежской командой в составе: Robert Caspersen, Gunnar Karlsen, Per L. Skjerven и Einar Wold. Альпинисты провели на стене 38 дней.

### Недавние восхождения
Некоторые из недавних восхождений прошли по протяженным западным и южным стенам Большой Башни Транго. В 2004 году Josh Wharton и Kelly Cordes прошли новый очень длинный (2256 метров) маршрут на Юго-Западную вершину по Юго-Западному гребню. Хотя этот маршрут и не так сложен как маршруты по Восточной стене, он выделяется быстрым и легким стилем в котором был пройден. Восхождение заняло 5 дней. В августе 2005 года словацкие альпинисты Gabo Cmarik и Jozef Kopold за 7 дней прошли маршрут правее маршрута Wharton/Cordes по Южной стене Большой Башни Транго. В том же месяце Samuel Johnson, Jonathon Clearwater и Jeremy Frimer совершили первое прохождение Юго-Западного гребня Транго II. За 5 дней альпинисты прошли 1600 метров маршрута. Также в августе 2005 года южноафриканская команда: Peter Lazarus, Marianne Pretorius, James Pitman и Andreas Kiefer поднялись на вершину Башни Транго по словенскому маршруту. Marianne Pretorius стала третьей женщиной достигшей вершины. В 2011 году женская команда Марина Коптева (руководитель, Украина), Анна Ясинская (Украина) и Галина Чобиток (Россия) прошли новым маршрутом по северо-западной стене. За это восхождение команда была награждена Золотым ледорубом России, став таким образом первыми девушками обладателями этой награды.

## Бейсджампинг
26 августа 1992 года австралийцы Nic Feteris и Glenn Singleman, поднявшись на Большую Башню Транго, совершили прыжок с высоты 5995 метров на Северо-Западной стене и приземлились на северной стороне ледника Дунг на высоте 4200 метров. На тот момент это стало самой высокой стартовой площадкой в истории прыжков бейсджампинга.